# Popomanaseu

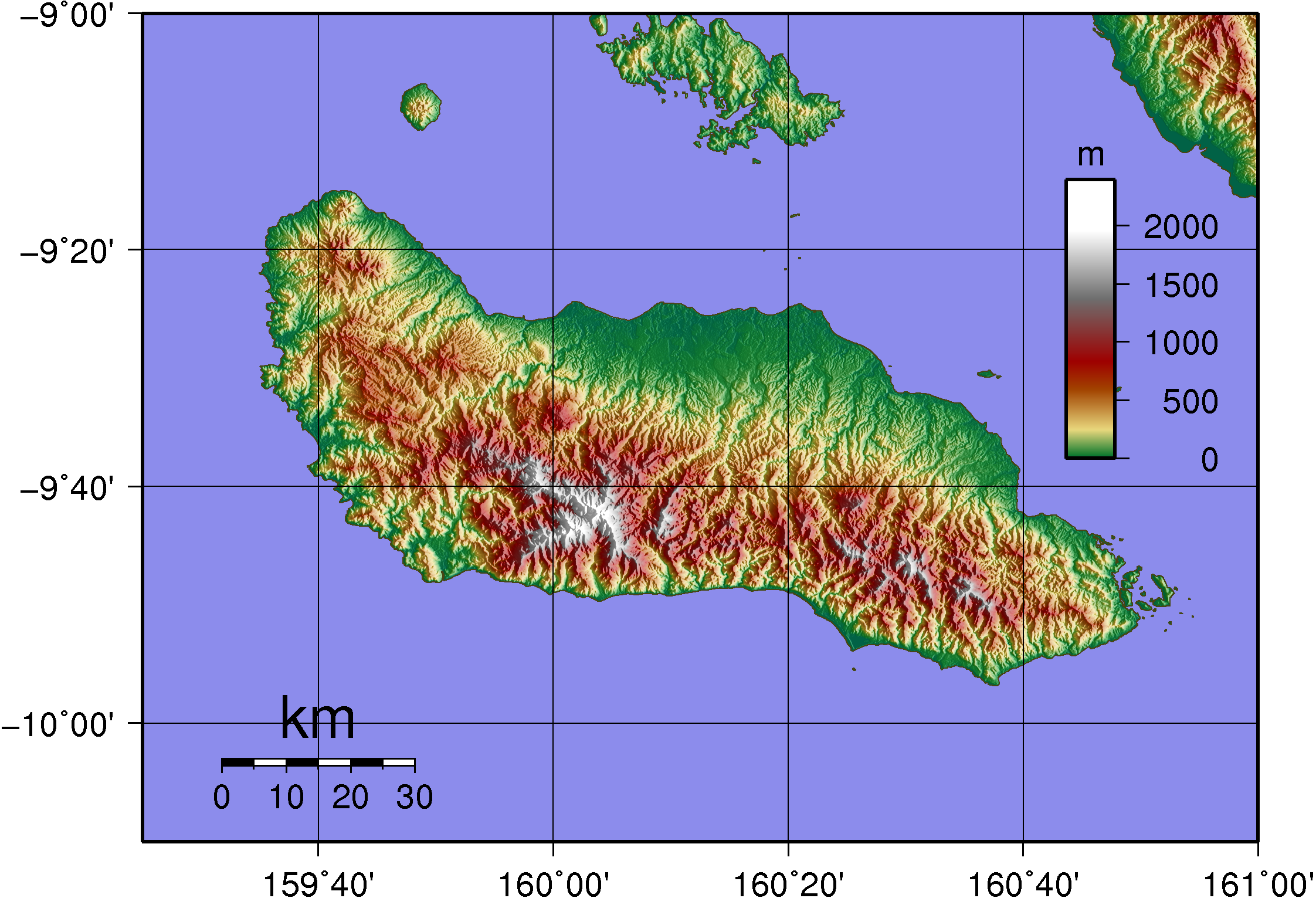
Topografia de l'illa de Guadalcanal. El Popomanaseu és a la zona indicada en color blanc de la meitat oest de l'illa.

El Popomanaseu és el pic més alt de les illes Salomó. Es tracta d'un volcà de 2.335 metres situat a l'illa de Guadalcanal. És el punt més alt del Pacífic Sud insular excloent-ne Nova Guinea i les seves illes satèl·lit.